# 可足渾譚
可足渾 譚（かそくこん たん、生年不詳 - 397年）は、五胡十六国時代の後燕の人物。遼東鮮卑族の出身。

## 生涯
383年12月、前秦の冠軍将軍慕容垂は3万の兵を率いて鄴に向かった。可足渾譚は兵を集めるため、河内郡の沙城に留められた。
384年1月、2万余の兵を集め、野王を攻めてこれを攻略した。鄴へ向かい、攻囲中の慕容垂軍に合流した。
新平公に封じられた。
397年4月、開封公慕容詳は皇帝を僭称、車騎大将軍・尚書令に任じられた。
7月、慕容詳によって誅殺された。